# Gyrophaena vitrina
Gyrophaena vitrina är en skalbaggsart som beskrevs av Thomas Casey 1906. Gyrophaena vitrina ingår i släktet Gyrophaena och familjen kortvingar. Inga underarter finns listade i Catalogue of Life.